# Belgique au Concours Eurovision de la chanson 1990
La Belgique a participé au Concours Eurovision de la chanson 1990 le 5 mai à Zagreb, en Yougoslavie. C'est la 35e participation belge au Concours Eurovision de la chanson.
Le pays est représenté par la chanteuse Philippe Lafontaine et la chanson Macédomienne, sélectionnées par la RTBF au moyen d'une sélection interne.

## Sélection

### En interne
Le radiodiffuseur belge pour les émissions francophones, la Radio-télévision belge de la Communauté française (RTBF), décide de sélectionner l'artiste et la chanson représentant la Belgique au Concours Eurovision de la chanson 1990, de façon inhabituelle, en interne. La dernière fois que la Belgique a eu recours à une sélection interne remonte à 1985.
Lors de cette sélection, c'est la chanson Macédomienne écrite, composée et interprétée par Philippe Lafontaine qui fut choisie, accompagnée de Rony Brack comme chef d'orchestre.
| Ordre | Interprète          | Chanson      | Langue   |
| ----- | ------------------- | ------------ | -------- |
| 1     | Philippe Lafontaine | Macédomienne | Français |

## À l'Eurovision

### Points attribués par la Belgique
| 12 points | Royaume-Uni |
| 10 points | Islande     |
| 8 points  | Italie      |
| 7 points  | Irlande     |
| 6 points  | Allemagne   |
| 5 points  | Chypre      |
| 4 points  | France      |
| 3 points  | Danemark    |
| 2 points  | Autriche    |
| 1 point   | Espagne     |

### Points attribués à la Belgique
| 12 points | 10 points                        | 8 points             | 7 points           | 6 points            |
| --------- | -------------------------------- | -------------------- | ------------------ | ------------------- |
|           |                                  | - Allemagne - France | - Pays-Bas - Suède |                     |
| 5 points  | 4 points                         | 3 points             | 2 points           | 1 point             |
|           | - Autriche - Luxembourg - Suisse |                      | - Portugal         | - Irlande - Norvège |

Philippe Lafontaine interprète Macédomienne en 3e position lors de la soirée du concours, suivant la Grèce et précédant la Turquie.
Au terme du vote final, la Belgique termine 12e sur les 22 pays participants, ayant reçu 46 points au total, provenant de la part de dix pays différents,.